# Ted Kotcheff
Ted Kotcheff (Toronto, 7 de abril de 1931 – 10 de abril de 2025), foi um cineasta canadiano.

## Filmografia parcial
- Tiara Tahiti (1962)
- Life at the Top (1965)
- Two Gentlemen Sharing (1969)
- Wake in Fright (1971)
- The Apprenticeship of Duddy Kravitz (1974)
- Billy Two Hats (1974)
- Fun with Dick and Jane (1977)
- Who Is Killing the Great Chefs of Europe? (1978)
- North Dallas Forty (1979)
- Split Image (1982)
- First Blood (1982)
- Uncommon Valor (1983)
- Joshua Then and Now (1985)
- Switching Channels (1988)
- Weekend at Bernie's (1989)
- Winter People (1989)
- Folks!! (1992)
- The Shooter (1995)
- Borrowed Hearts (1997)

## Morte
Kotcheff morreu no dia 10 de abril de 2025, aos 94 anos.